# Idioma ghari
El ghari es una lengua oceánica hablada en la isla Gudalcanal de las Islas Salomón. Es hablada por 1.500 personas como lengua materna y por 5.000 como segunda lengua.
Ghari (also known as Gari, Tangarare, Sughu, and West Guadalcanal) is an Oceanic language spoken on Guadalcanal island of the Solomon Islands.
- Datos: Q3104782